# Saludos Amigos (1942.)
Saludos Amigos američki je dramski film iz 1942. redatelja Billa Robertsa, Hamiltona Luskea, Jacka Kinneyja i Wilfreda Jacksona. Riječ je o srednje dugom kolektivnom animiranom filmu u produkciji The Walt Disney Company i distribuiranom od strane RKO Radio Pictures. To je šesti Disneyjev Klasik, kao i prvi od šest kolektivnih filmova koje je Disney studio producirao četrdesetih godina.
Smješten u Latinskoj Americi, sastoji se od četiri različita segmenta; Paško Patak je protagonist dvojice od njih, a Šiljo jednog. Također prvo pojavljivanje ima José Carioca, brazilski papagaj. Saludos Amigos bio je dovoljno popularan da Walt Disney odluči snimiti još jedan latinoamerički film, Tri Caballerosa, produciran dvije godine kasnije. Film je debitirao u Rio de Janeiru 24. kolovoza 1942., u Sjedinjenim Državama 6. veljače 1943.. Prikupio je mješovite kritike, a u SAD-u je ponovno objavljen samo jednom, 1949. godine, kada je prikazan uz prvi redizajn Dumba.
Film je također inspirirao čileanskog karikaturista Renéa Ríosa Boettigera u stvaranju Condorita, jednog od najsvečanijih likova iz crtića u Latinskoj Americi. Ríos je shvatio da je lik Pedra, malog nesposobnog aviona, uvreda Čileancima i stvorio je strip koji bi navodno mogao konkurirati Disneyjevim likovima iz stripova.
Film srednje duljine dobio je tri nominacije za Oscara 1944. godine, u kategorijama: Oscar za najbolju originalnu glazbu, Oscar za najbolju originalnu pjesmu (Saludos Amigos) i Oscar za najbolje miksanje zvuka (C. O. Slyfield).

## Radnja
Ovaj film sadrži četiri različita segmenta, od kojih svaki počinje raznim isječcima Disneyjevih umjetnika diljem zemlje, crtajući vinjete nekih od lokalnih scenarija i kultura, koje opisuju izvan ekrana.

### Lake Titicaca
U ovom segmentu, američki turist Paško Patak posjećuje jezero Titicaca u Peruu i susreće neke od mještana, uključujući tvrdoglavu ljamu.

### Pedro
Pedro govori o malom antropomorfnom zrakoplovu iz zračne luke u blizini Santiaga u Čileu, koji se upušta u svoj prvi let kako bi preuzeo zračnu poštu iz Mendoze. S katastrofalnim posljedicama, uspijeva se sigurno vratiti na aerodrom s poštom, što je slučajno, jedna razglednica.

### El Gaucho Goofy
U ovom segmentu, američkog kauboja Šilja pripovjedač odvodi iz Teksasa na argentinske Pampase kako bi naučio načine izvornog gauča.

### Aquarela do Brasil
Aquarela do Brasil (portugalski za "Akvarel Brazila"), finale filma, uključuje potpuno novog lika, Joséa Cariocu iz Rio de Janeira u Brazilu, koji prikazuje Paška Patka po Južnoj Americi, pije Cachaçu (destilirano piće napravljeno od fermentiranog soka od šećerne trske) s njim i upoznaje ga sa sambom (uz melodije "Aquarela do Brasil" i "Tico-Tico no Fubá").

## Glasovna postava
- Clarence Nash – Paško Patak (Donald Duck) (sinkronizirao i na portugalski, španjolski i talijanski jezik)
- José do Patrocínio Oliveira – José Carioca (sinkronizirao i na brazilski portugalski, španjolski, talijanski jezik)
- Pinto Colvig kao Šiljo (Goofy)
- Stuart Buchanan kao stjuart
- Fred Shields – pripovjedač
- Walt Disney kao samo sebe
- Lee Blair kao samog sebe
- Mary Blair kao samu sebe
- Norman Ferguson kao samog sebe
- Frank Graham kao samog sebe
- Frank Thomas kao samog sebe

## Vanjske poveznice
- Saludos Amigos u internetskoj bazi filmova IMDb-a